# Izlandon történt légi közlekedési balesetek listája
Az Izlandon történt légi közlekedési balesetek listája mind a halálos áldozattal járó, mind pedig a kisebb balesetek, meghibásodások miatt történt, gyakran csak az adott légiforgalmi járművet érintő baleseteket is tartalmazza évenkénti bontásban.

## Izlandon történt légi közlekedési balesetek

### 1973
- 1973. november 24., Sólheimasandur tengerpart. Az Amerikai Egyesült Államok Haditengerészetének Douglas Super DC–3-as típusú repülőgépe pilótahiba miatt kifogyott az üzemanyagból és a tengerparton kényszerleszállást hajtott végre. Az eset során az utasok és a személyzet egyetlen tagja sem vesztette életét. A roncs ma látogatható turisztikai célpont.[1]